# Teatros de Lisboa

Os Teatros de Lisboa é um livro de 236 páginas datado de 1875, da autoria de Júlio César Machado e ilustrações de Rafael Bordalo Pinheiro. O livro aborda os principais teatros da época :  Teatro de São Carlos, Teatro Dona Maria II e Teatro da Trindade.